# 한국장애인개발원
한국장애인개발원(韓國障碍人開發院, Korea Disabled People's Development Institute, Koddi)은 장애인복지의 종합적이고 체계적인 조사,연구,평가 및 정책개발, 복지진흥, 재활체육 등을 수행함으로써 장애인 복지발전에 기여하기 위하여 장애인복지법 제29조 2항에 의거 1989년 설립된 재단법인으로 보건복지부 소관의 기타공공기관이다. 사무실은 서울특별시 영등포구 의사당대로 22 이룸센터 5층에 있다.

## 주요기능 및 역할
- 1. 장애인복지에 관한 정보의 수집ㆍ분석ㆍ관리, 조사ㆍ연구ㆍ정책개발 및 국제개발 등의 국제협력 사업
- 2. 장애인에 대한 사회적 인식개선 등 장애인복지 관련 교육, 홍보, 컨설팅
- 3. 중증장애인 직업재활지원 및 재정지원 장애인일자리 개발ㆍ지원
  - 아이갓에브리씽 카페 설치 사업
- 4. 중증장애인생산품에 대한 공공기관의 우선구매 촉진 지원
- 5. 편의시설 설치 기술지원, 장애물 없는 생활환경 조성 등 장애인 편의증진 사업 지원
  - 배리어 프리 시설물 인증
- 6. 장애인 재난안전 대응 지침 개발ㆍ보급 등 장애인 안전대책 강화를 위한 사업
- 7. 그 밖에 장애인복지와 관련하여 국가 또는 지방자치단체로부터 위탁받은 사업
  - 중앙장애아동·발달장애인지원센터 운영 (보건복지부로부터 위탁받음)
  - 지역발달장애인지원센터 운영 (전국 16개 특별시, 광역시[2], 특별자치시, 도, 특별자치도)
- 8. 복지진흥 및 재활체육진흥 사업
- 9. 장애인복지 관련 평가 및 인증사업
- 10. 장학사업 및 올해의 장애인상 사업
- 11. 장애인 및 장애인 단체에 대한 복합공간 제공사업
- 12. 개발원의 목적달성을 위한 기금조성 사업
- 13. 제1호 내지 제12호 사업에 부대되는 사업과 그밖에 개발원의 목적달성을 위하여 필요한 사업

## 연혁
- 1989년 4월 28일: 재단법인 한국장애자복지체육회 설립, 초대 김석원 회장 취임(3회 연임)
- 1995년 4월 18일: 서울곰두리체육센터 위탁운영
- 1998년 5월 15일: 제4대 이건희 회장 취임(3회 연임)
- 2000년 2월 11일: 재단법인 한국장애인복지진흥회로 명칭 변경(개정 장애인복지법 제26조)
- 2005년 10월 31일: 대한장애인체육회로 장애인 체육 관련 업무 인계
- 2006년 1월 19일: 제7대 차흥봉 회장 취임
- 2007년 12월 10일: 이룸센터 개관
- 2008년 4월 11일: 재단법인 한국장애인개발원으로 명칭변경(장애인복지법 제29조)
- 2008년 9월 1일: 제8대 이용흥 원장 취임
- 2011년 9월 8일: 제9대 변용찬 원장 취임
- 2013년 2월 27일: 중앙장애아동·발달장애인지원센터 정식 개소
- 2015년 9월 1일: 제10대 황화성 원장 취임
- 2018년 4월 17일: 제11대 최경숙 원장 취임
- 2023년 3월 7일: 제12대 이경혜 원장 취임

## 조직

### 원장
- 이사회
- 감사팀
- 소통홍보팀

#### 경영본부
- 전략기획부
- 정보화전략부
- 경영지원부
- 이룸센터안전관리부

#### 정책연구본부
- 정책연구부
- 정책지원부

#### 사업본부
- 직업재활부
- 우선구매지원부
- 유니버설디자인환경부
- 대구광역시지부
- 광주광역시지부
- 세종특별자치시지부
- 강원특별자치도지부

### 중앙장애아동·발달장애인지원센터
인천광역시 발달장애인지원센터는 한국장애인개발원에서 수탁하지 않고, 인천광역시청 자체적으로 운영하고 있다. 그렇지만 중앙발달장애인지원센터와 연계되어있다.
- 서울특별시 발달장애인지원센터
- 부산광역시 발달장애인지원센터
- 대구광역시 발달장애인지원센터
- 광주광역시 발달장애인지원센터
- 대전광역시 발달장애인지원센터
- 울산광역시 발달장애인지원센터
- 세종특별자치시 발달장애인지원센터
- 경기도 발달장애인지원센터
- 강원특별자치도 발달장애인지원센터
- 충청북도 발달장애인지원센터
- 충청남도 발달장애인지원센터
- 전북특별자치도 발달장애인지원센터
- 전라남도 발달장애인지원센터
- 경상북도 발달장애인지원센터
- 경상남도 발달장애인지원센터
- 제주특별자치도 발달장애인지원센터